# Spitssnuitdolfijn van True
De spitssnuitdolfijn van True of True's spitssnuitdolfijn (Mesoplodon mirus) is een walvisachtige uit de familie der spitssnuitdolfijnen (Ziphiidae). Het is een donkergrijze tot grijzig zwarte soort. De buik is grijzig met lichte vlekken. Deze spitssnuitdolfijn wordt 4,9 tot 5,5 meter lang, en 1,4 ton zwaar. Het mannetje wordt meestal iets langer dan het vrouwtje. De meloen is klein, evenals de flippers en de rugvin. Het dier heeft slechts twee tanden, aan het topje van de onderkaak. Bij het mannetje zijn deze twee tanden zichtbaar als de bek gesloten is.

Lichaamsgrootte in vergelijking met de mens

De spitssnuitdolfijn van True leeft in diepe wateren in de gematigde Atlantische Oceaan. Er zijn strandingen van het dier aangetroffen in Ierland, en de soort is waargenomen voor Noord-Amerika en Noordwest-Europa. De populaties uit de Indische Oceaan zijn in 2021 als aparte soort afgesplitst (Mesoplodon eueu). Waarschijnlijk eet de soort pijlinktvis.